# 最上頼宗
最上 頼宗（もがみ よりむね）は、室町時代中期の武士。官位は左京大夫。最上氏の歴代当主には数えられていない。

## 略歴
最上氏4代当主・最上満家の長男。
「菊地蛮岳旧蔵本」では「応永31年（1424年）、家督を相続し貞享2年（1430年）に退隠、嘉吉元年に逝去」とあるが、山形市史では家督相続から除外されている。